# Björkakyrkan
Björkakyrkan är en kyrkobyggnad i Ödåkra. Den är församlingskyrka i Kropps församling i Lunds stift.

## Kyrkobyggnaden
Kyrkan uppfördes 1991 efter ritningar av arkitekt Sulev Krämer. I anknytning till den nya kyrkan uppfördes även Björka församlingsgård. År 2012 flyttade pastorsexpeditionen in i församlingslokalerna. Vid bygget av kyrkan och församlingsgården var temat "den öppna famnen" vilket återkommer i byggnadens planform, kyrkorummets korfönster och utsmyckning.

## Interiör
I byggnadskomplexets västra del finns kyrkorummet som har nord-sydlig orientering. Vid södra kortsidan finns koret och vid norra kortsidan finns en vikvägg som leder in till ett kyrktorg. Vid behov kan vikväggen öppnas och kyrkorummet förstoras.
Södra korfönstret är utfört av konstnären Thomas Nordbäck från Helsingborg och består av färgat och bränt munblåst glas. Fönstret ansluter till temat "den öppna famnen" och består av ett kors som symboliserar Guds seger över synd. I korset finns en triangel som symboliserar treenigheten. I fönstret finns fem röda punkter som symboliserar Jesu sår från korsfästelsen.

## Inventarier
Orgeln är förmodligen tillverkad i slutet av 1960-talet av Anders Persson, Viken, efter likadan orgel från 1968 som finns i Arilds kapell. Orgeln byggdes för vandringskyrkan i Filborna församling, Helsingborg och flyttades till Björkakyrkan 1991.
En skulptur i trä är utförd av keramikern och konstnären Stig Carlsson och har namnet "den öppna famnen".

## Bildgalleri

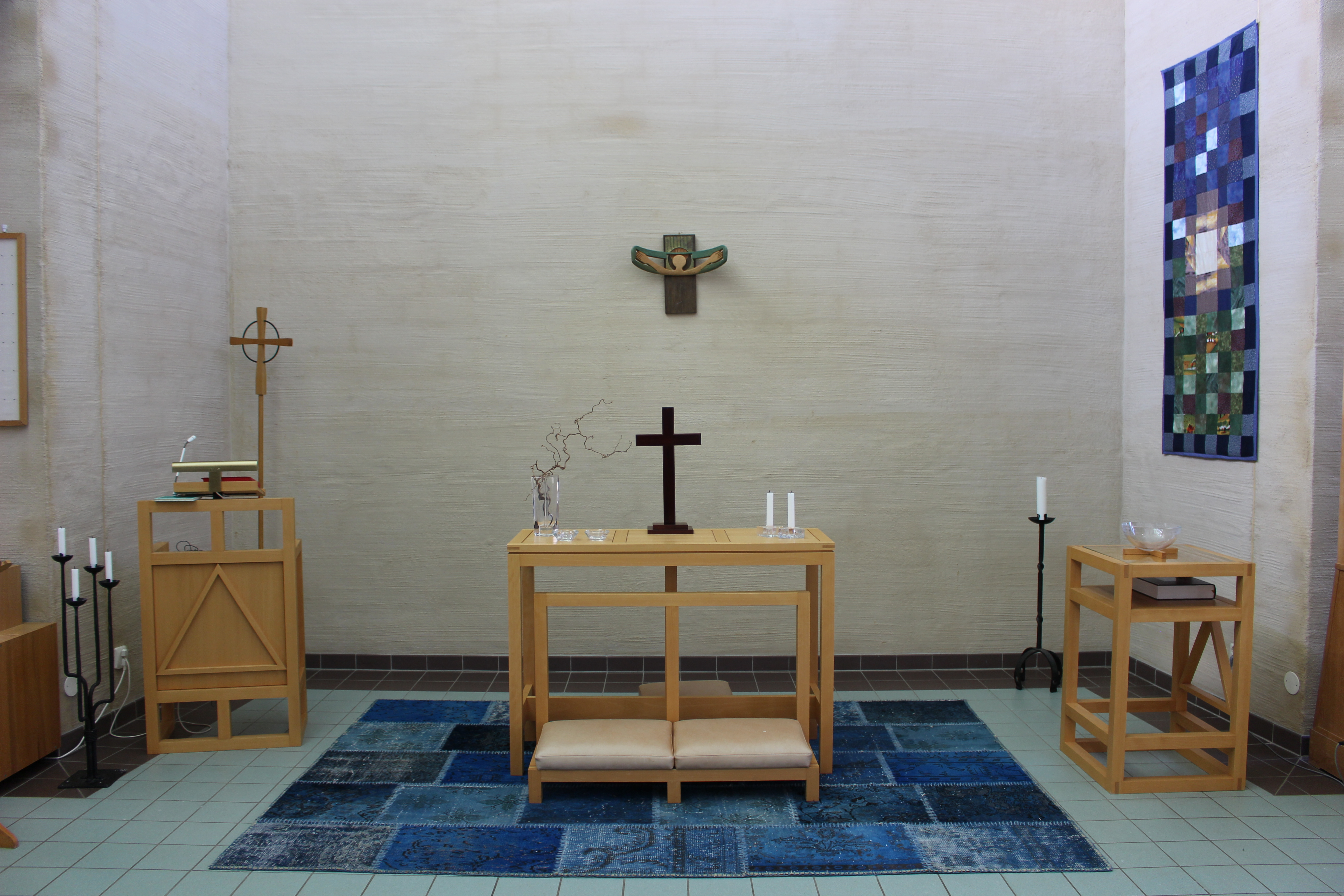
Kor och altare
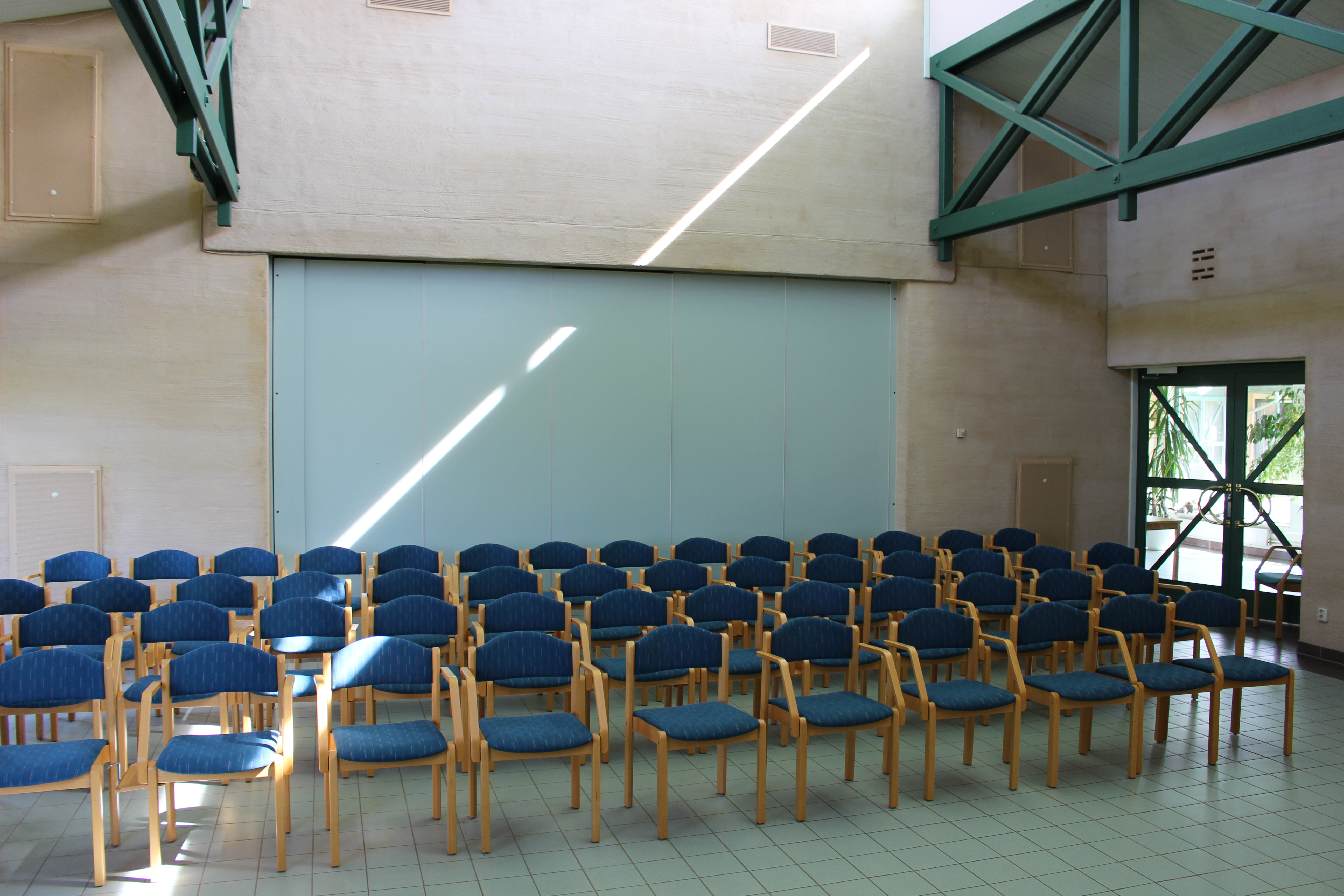
Kyrkorum mot vikvägg och ingång
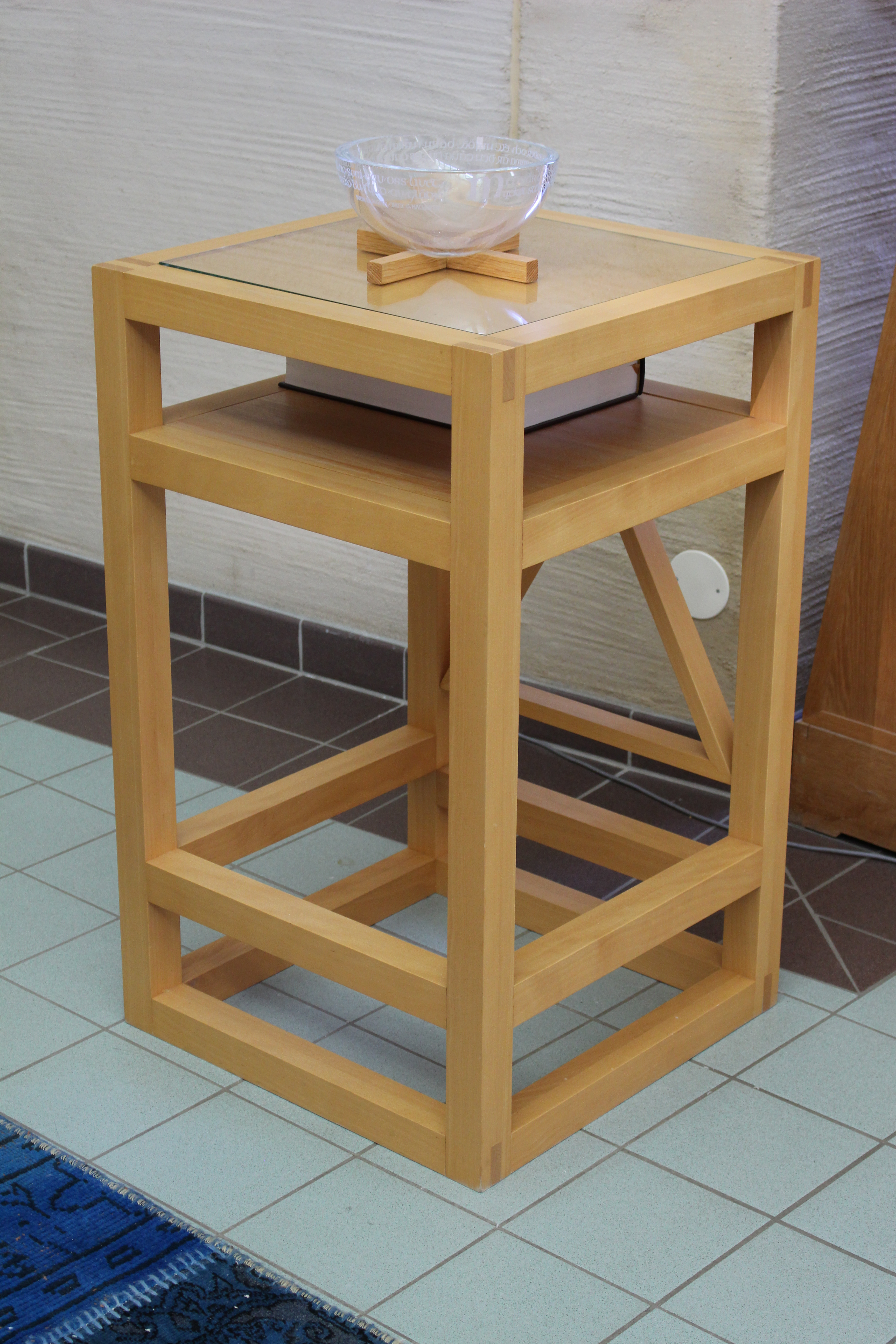
Dopfunt
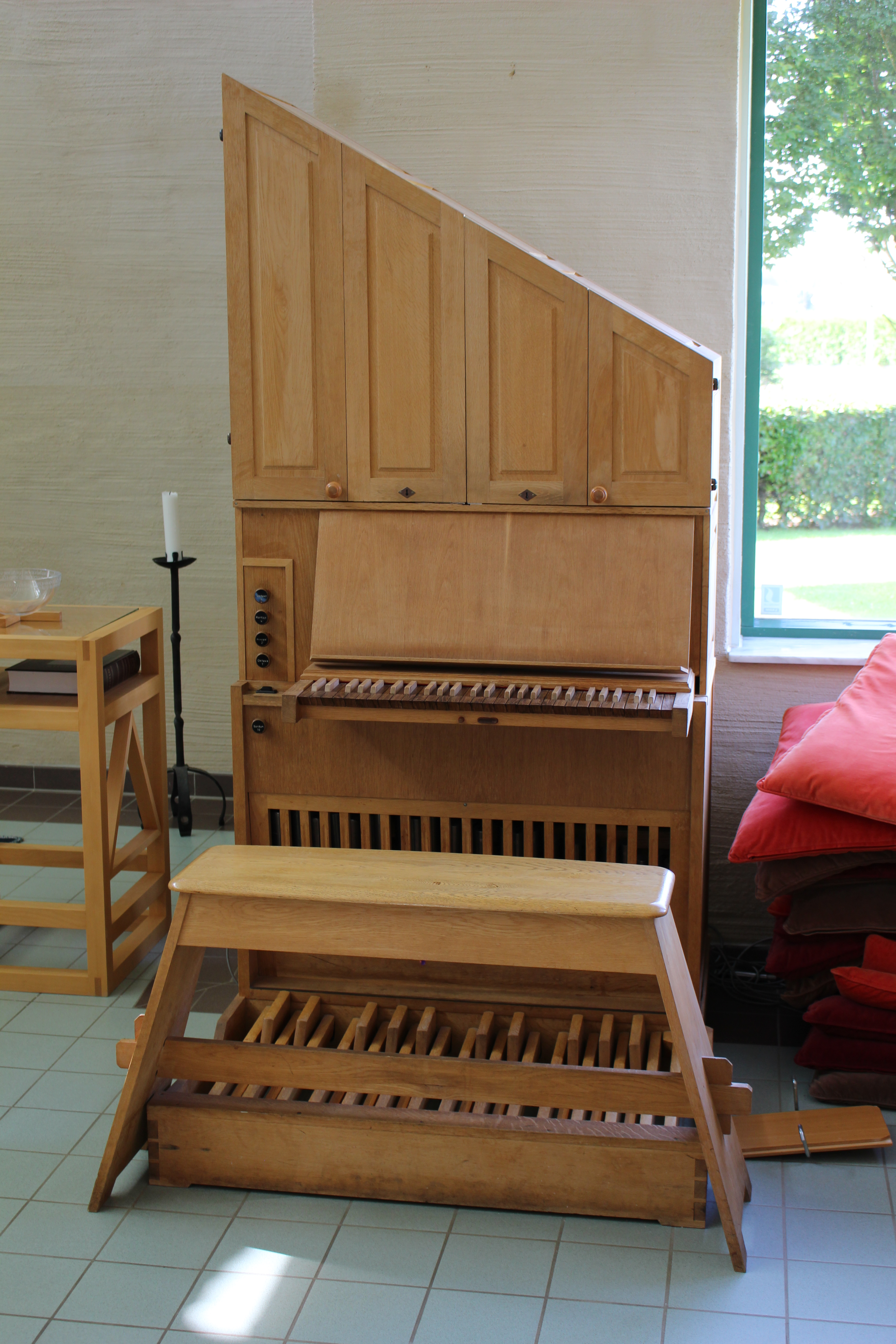
Orgel
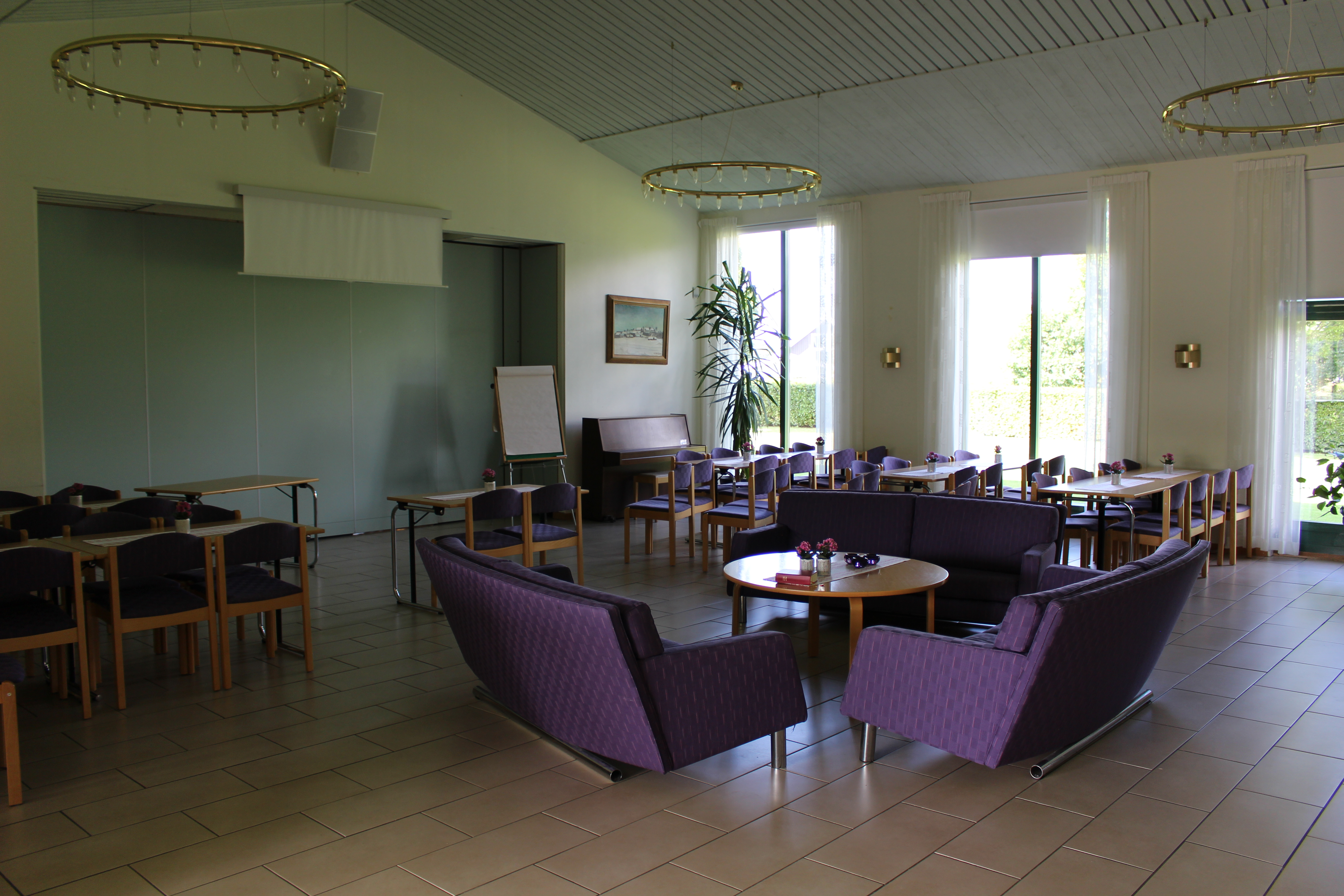
Kyrktorg intill kyrkorummet
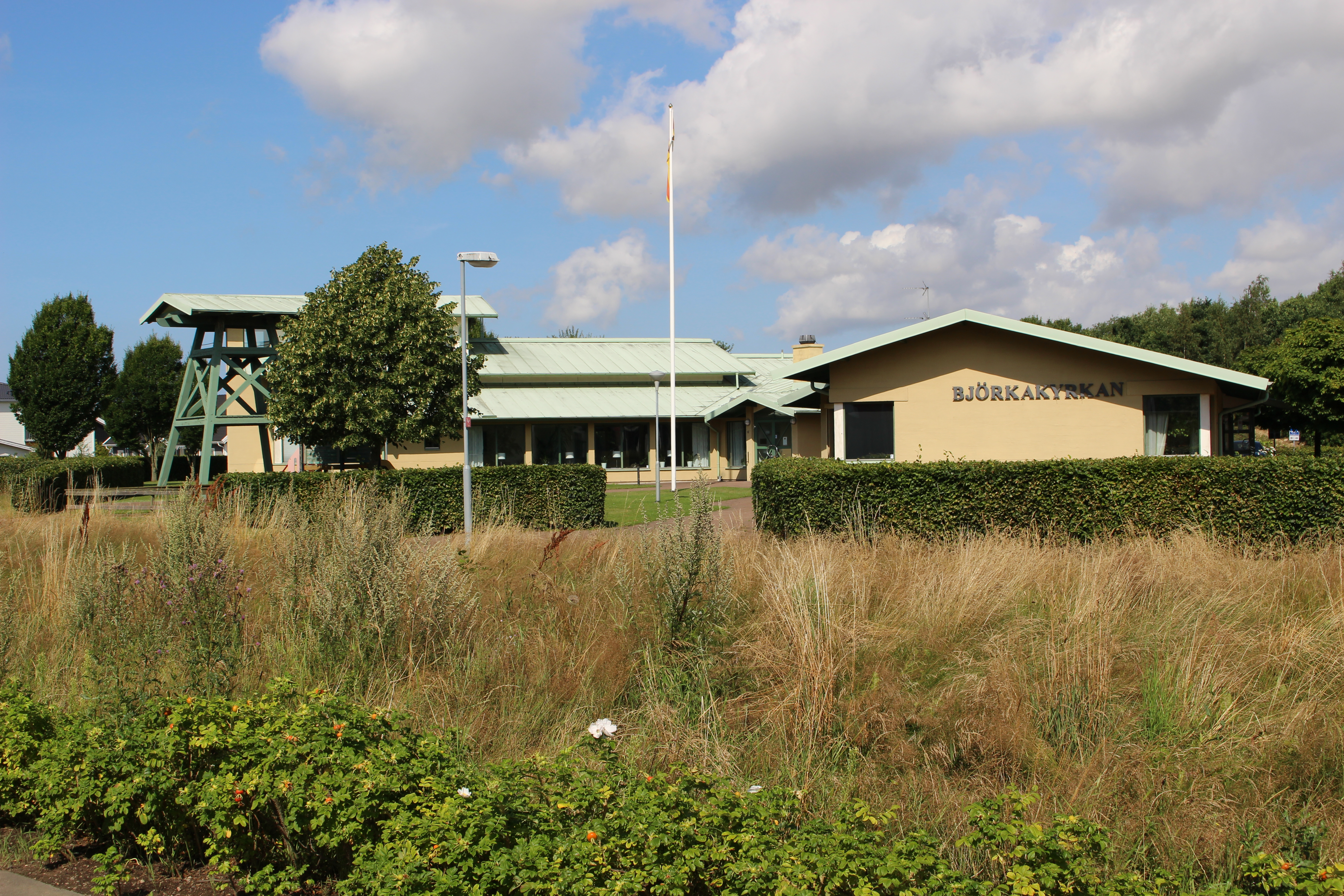
Kyrka med församlingslokaler
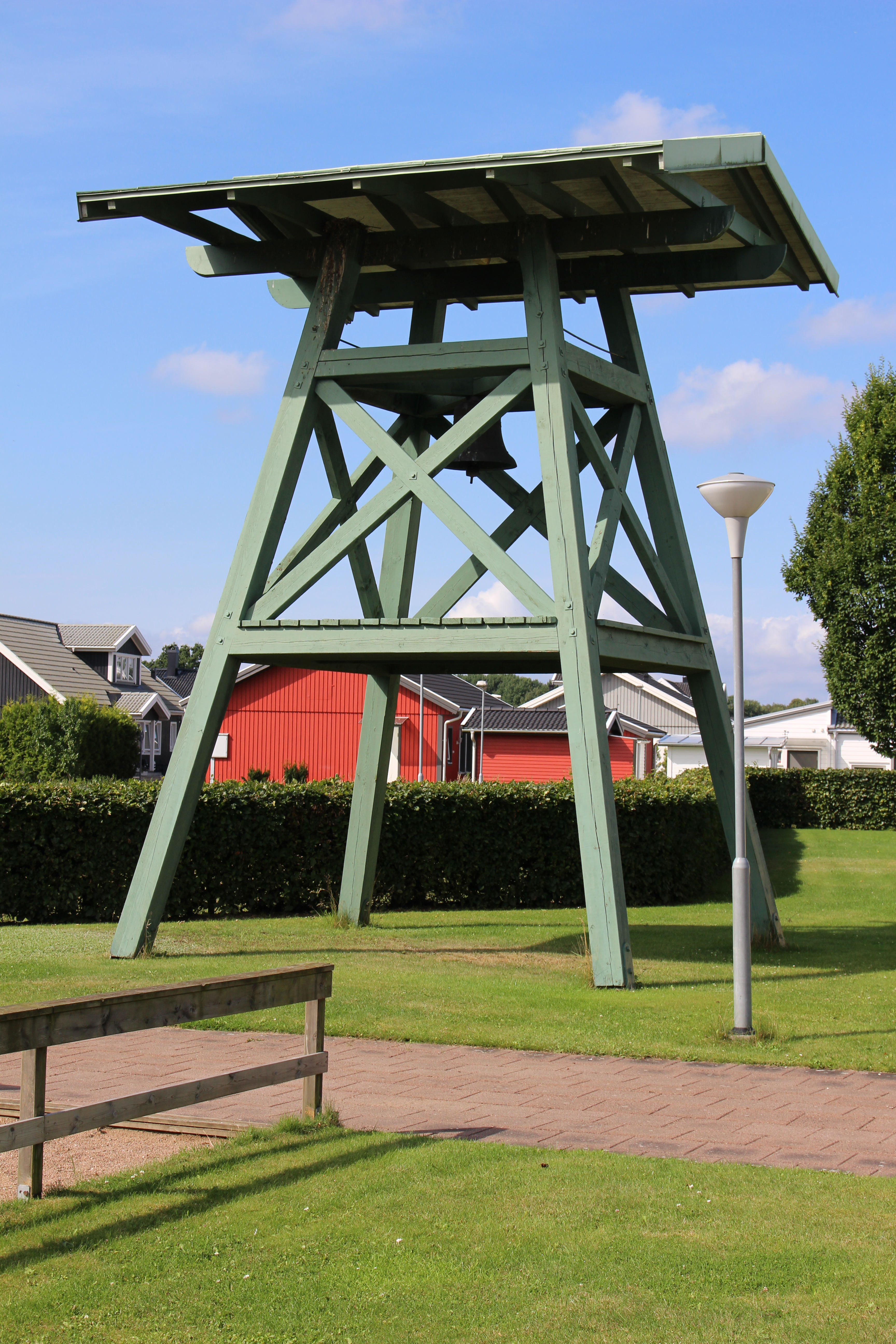
Klockstapel